# Michaił Towarowski
Michaił (Moisiej) Dawidowicz Towarowski (ros. Михаил (Моисей) Давидович Товаровский; ukr. Михайло (Моїсей) Давидович Товаровський; ur. 25 października?/7 listopada 1903 w Orłowcu, w guberni kijowskiej, zm. 6 stycznia 1969 w Moskwie) – radziecki piłkarz pochodzenia żydowskiego, grający na pozycji napastnika, trener piłkarski.

## Kariera piłkarska

### Kariera klubowa
W 1918 rozpoczął karierę piłkarską w drużynie KLS Kijów. W 1922 roku przeszedł do Żełdoru Kijów. Na początku 1927 został piłkarzem klubu Radtorhsłużbowci Kijów. W październiku 1928 przeniósł się do Dynama Kijów, ale już w sierpniu 1929 powrócił do Żełdoru Kijów. W 1930 zakończył karierę piłkarską.

### Kariera reprezentacyjna
Bronił barw reprezentacji Kijowa (1921-1927).

## Kariera trenerska
W 1935 rozpoczął karierę trenerską. Do 1936 trenował reprezentację Kijowa. W lipcu 1935 objął stanowisko głównego trenera drużyny Kijowskiego Okręgu Wojskowego, a we wrześniu 1935 Dynama Kijów. W 1937 prowadził Dinamo Moskwa. Od 1939 pracował jako wykładowca w GCOLIFK w Moskwie, a od 1962 kierował organizowaną przez niego wydziałem piłki nożnej i hokeju w GCOLIFK. W latach 1945–1949 jednocześnie zajmował stanowisko trenera państwowego Wydziału Piłki Nożnej Komitetu Sportu ZSRR. Organizator i wykładowca Szkoły Trenerskiej w GCOLIFK (1939-1941). W latach 50. XX wieku równolegle pełnił funkcję wiceprzewodniczącego Rady Trenerskiej Sekcji Piłki Nożnej ZSRR, był członkiem redakcji magazynu "Sportowe Igry" (1955-1960). Autor wielu prac z techniki i taktyki gry. Najbardziej popularne podręczniki - "Piłka Nożna. Tutorial dla sekcji zespołów kultury fizycznych i szkół sportowych" (Moskwa, 1941, 1945, 1948, 1949), "Piłka Nożna. Tutorial dla szkół trenerskich i technikum» (Moskwa, 1961). Zmarł 6 stycznia 1969 w Moskwie w wieku 66 lat.

## Sukcesy i odznaczenia

### Sukcesy klubowe
- wielokrotny mistrz Kijowa

### Sukcesy trenerskie
- wicemistrz ZSRR: 1936 (wiosna)
- brązowy medalista Mistrzostw ZSRR: 1937

### Odznaczenia
- nagrodzony tytułem Zasłużonego Trenera Sportu ZSRR: 1947
- nagrodzony Orderem Czerwonego Sztandaru Pracy: 1957